# Коронавірусна хвороба 2019 у Сьєрра-Леоне
Коронаві́русна хворо́ба 2019 у Сьє́рра-Лео́не — розповсюдження пандемії коронавірусу територією Сьєрра-Леоне.
Перший випадок появи коронавірусної хвороби було виявлено на території Сьєрра-Леоне 31 березня 2020 року.

## Хронологія
31 березня президент Сьєрра-Леоне підтвердив виявлення першого випадку коронавірусу в країні. Інфікованим виявився 37-річний чоловік, котрий 16 березня прибув з Франції та перебував у ізоляції з того часу.